# Svenska hjärtan
Svenska hjärtan är en svensk TV-serie som ursprungligen sändes mellan 1987 och 1998 av Carin Mannheimer med Solveig Ternström, Ulf Qvarsebo, Stig Torstensson, Doris Funcke, Anita Nyman och Sten Ljunggren med flera i rollerna.
Serien utspelas i ett, på ytan, idylliskt radhusområde. Under den tid serien sändes hann den bli mycket populär där flera avsnitt hade över två miljoner tittare per avsnitt.  Samtliga säsonger släpptes på DVD under 2008.
En känd scen från serien är när Torsten (spelad av Ulf Qvarsebo) kör med en gräsklippare i snön på nyårsafton.

## Handling
Det är 1980-tal och människorna som bor i längan tillhör den nya tjänstemannagrupp som växt fram under ett par välmående decennier. De är materiellt trygga. Fasaderna är välputsade. Barnen är hela, rena och väluppfostrade, en sinnebild av det goda livet.
I de fem husen bor nio människor. De känner varandra väl och de umgås flitigt. Men snart blir de varse om hur bräcklig deras tillvaro egentligen är och att bakom fasaderna är det inte alltid så välputsat och lyckligt, livet i radhuslängan blir sig aldrig mer likt för Elisabet, Torsten, Henrik, Kristina, Hellen, Börje och alla de andra grannarna.

## Medverkande
Radhus nr 67
- Doris Funcke – Kristina Wallin (säsong 1–4)
- Sten Ljunggren – Henrik Wallin (säsong 1–4)
- Maria Ljunggren – Anna Wallin (säsong 1–2)
- Malin Qvarsebo – Maria Wallin (säsong 1–3)

- Lena B. Nilsson – Katarina Wallstein (säsong 4)
- Lena Brogren – Katarinas mamma (säsong 4)
- Mats Holmberg – Carl Wallstein (säsong 4)
- Örjan Landström – Dennis (säsong 4)

Radhus nr 65
- Solveig Ternström – Elisabet Lager (säsong 1–4)
- Ulf Qvarsebo – Torsten Lager (säsong 1–2)
- Sara Key – Lotta Lager (avsnitt 1, 2, 15, 28)

- Gerd Hegnell – Berit Persson (säsong 2–4)

Radhus nr 63
- Tone Helly-Hansen – Susanne Henriksson (säsong 1)
- Torbjörn Stockenborn – Lasse Henriksson (säsong 1)
- Elin Forsén – Elin Henriksson (säsong 1)
- Nils Edström – Skorpan Henriksson (säsong 1)

- Lars-Christer Karlsson – Tomas Zandén (säsong 2–4)
- Stina Karlsson – Julia Zandén (säsong 2–3)

- Gunilla Åkesson – Louise Paltenhielm (säsong 3–4)
- Jarl Borssén – Harald Platenhielm (säsong 3–4)

Radhus nr 61
- Stig Torstensson – Börje Larsson (säsong 1–4)
- Anita Nyman – Hellen Larsson (säsong 1–4)
- Per Morberg – Jonas Larsson (säsong 1–2)
- Petter Ljunggren – Stefan Larsson (säsong 1–4)
- Matti Ljunggren – Mikael Larsson (säsong 1)
- Patrik Rustman – Mikael Larsson (säsong 2–4)
- Gunilla Johansson – Sofia Larsson (säsong 3–4)
- Andréa Malmberg – Vendela Larsson (säsong 4)
- Dag Holmberg – Olle Larsson (säsong 3–4)
- Gunnar Ehne – Börjes far (säsong 3–4)

Radhus nr 59
- Agneta Danielson – Marianne Bergvall (säsong 1–4)
- Hans Mosesson - Ove Bergvall (säsong 2, 4)
- Viktor Karlholm – Pelle Bergvall (säsong 2)
- Jakob Tamm – Pelle Bergvall (säsong 4)
- Linda Forsén – Maja Bergvall (säsong 1-3)
- Lars-Christer Karlsson – Tomas Zandén (säsong 2–4)
- Stina Karlsson – Julia Zandén (säsong 2–3)

- Martin Berggren - Jan (säsong 4)
- Marie Delleskog - Maria (säsong 4)
- Malin Fritiofsson - Gabriella (säsong 4)
- Andréas Karlberg - Filip (säsong 4)
- Johanna Karlberg - Nora (säsong 4)
- Jonas Karlberg - Pontus (säsong 4)

Övriga
- Karl-Magnus Thulstrup – Elisabets far (säsong 1)
- Moa Myrén – Åsa (säsong 2)
- Else-Marie Brandt – Elsa (säsong 2-3)
- Barbro Hiort af Ornäs – Louise (säsong 2-3)
- Lotti Sehlmark – Cecilia (säsong 3)
- Anders Nyström – Nils (säsong 3-4)
- Johan Karlberg – Erik (säsong 4)
- Anna Söderling – Susanne (säsong 4)

## Avsnitt

### Säsong 1
1. "Kräftskivan"
2. "Det är lite ensamt här på dagarna"
3. "Kan inte du heller sova?"
4. "Jag trodde att det skulle ordna sig på något mystiskt vis"
5. "Jag har aldrig varit så olycklig i hela mitt liv"
6. "Ut ur mitt hus"
7. "Din jäkla radhus-casanova!"
8. "Ville du verkligen förändra allt"

### Säsong 2
1. "Så lite vi vet om varandra"
2. "Kommunens lilla piga, det är jag"
3. "Det blir svårt, men det är inget farligt"
4. "Allt var mycket enklare förr"
5. "Vi måste tänka på oss själva nu"

### Säsong 3
1. "Begravningen"
2. "Det är min man, Torsten"
3. "Julförberedelser"
4. "Tjejfesten"
5. "Förlovningen"
6. "Kräftskivan"

### Säsong 4
1. "Det är inte nyttigt att vara ensam"
2. "Nå'n ska ut härifrån, och det är inte jag"
3. "Nu känner man att man lever"
4. "Jag tror på det här företaget"
5. "Jag friar till dig för tredje gången"
6. "Gode Gud, ge mig en ny kompanjon"
7. "Hon har förstört mitt liv"
8. "Epilog"